# Perrierophytum luteum
Perrierophytum luteum är en malvaväxtart som beskrevs av Bénédict Pierre Georges Hochreutiner. Perrierophytum luteum ingår i släktet Perrierophytum och familjen malvaväxter. Inga underarter finns listade i Catalogue of Life.